# Ficedula bonthaina
El papamoscas del Lompobattang (Ficedula bonthaina) es una especie de ave paseriforme de la familia Muscicapidae.

## Distribución geográfica y hábitat
Es endémica de las selvas montanas del sudoeste de Célebes (Indonesia).

## Estado de conservación
Se encuentra amenazada por la pérdida de su hábitat natural.